# Höga Kustens flygplats
Höga Kustens flygplats (IATA: KRF, ICAO: ESNK) är en regional flygplats på Gistgårdsön i Ångermanälven inom Torsåkers församling i Kramfors kommun. Driftbolaget marknadsför flygplatsen som Höga Kusten Airport. Flygplatsens officiella namn är enligt Luftfartsverket och Transportstyrelsen Kramfors−Sollefteå flygplats. Den är belägen mellan Kramfors och Sollefteå i Västernorrlands län, drygt 5 km norr om Nyland.

## Tidig historia
Planer på att bygga en flygplats i Kramforstrakten hade funnits långt innan man påbörjade byggnationen. Denna fördröjning berodde på att staten hade beslutat att inga nya civila statliga flygplatser skulle byggas om man inte kunde uppfylla vissa krav. Kraven var bland annat att transportförsörjningen skulle vara god och den förväntade ekonomiska lönsamheten hög. Ådalens flygplatskommitté hade haft planer på att bygga en större flygplats och lade därför projektet på hyllan när den fick nej till bygglov, detta trots att bygget skulle finansernas av både kommun och försvaret. Samtidigt som detta meddelade försvaret att man måste skära ned på sina investeringar, vilket gjorde det ännu svårare för flygplatskommittén att få bygglov. Kommittén gav dock inte upp och genom kontaktande av olika myndigheter fick man till slut tillstånd att påbörja byggnationen – beslutet kom i juni 1969. Man hittade snabbt Skånska cementgjuteriet som entreprenör och kunde påbörja byggnationen redan i maj 1971.

## Historia
Flygplatsen invigdes 1974. Det har funnits en direktlinje till Stockholm sedan 1984.[källa behövs] Innan Kramfors fick sitt Stockholmsflyg bedrevs matarflyg till Sundsvall, och även en linje till Umeå har funnits. Fram till 1997 drevs flygplatsen av Kramfors kommun med stöd av Sollefteå kommun, men 1997 bildades flygplatsbolaget av de båda kommunerna som i dagsläget äger vardera 50 % av flygplatsen.
Flygplatsen minskade från cirka 63 000 till 15 000 i passagerarantal mellan år 2000 och 2008, trots att inrikesflyget generellt sett inte minskade.(Enligt Arlandas inrikesstatistik) Mycket av det stora tappet tros bero på lågpriskonkurrens från Sundsvall-Härnösands flygplats (80 km från Kramfors och 110 km från Sollefteå) och Örnsköldsviks flygplats (110 km från Kramfors och 120 km från Sollefteå), men även till följd av bättre väg- och järnvägsförbindelser med Stockholm. 
Under slutet av 2006 satsade Nordic Regional på Kramfors och satte in jetflyg av modellen MD-87 på linjen Gällivare–Kramfors–Arlanda, som resulterade i att passagerarsiffrorna åter steg en aning. Nordic Regional kunde efter sommaruppehållet (normalt på grund av det låga antalet affärsresenärer) inte starta linjen på grund av ekonomiska problem. Flygplatsen blev då utan flygtrafik i några månader, men den 6 oktober 2008 tog NextJet över trafiken till Stockholm−Arlanda.
2012 beslutade flygplatsens styrelse och dess ägarkommuner att flygplatsen ska kallas Höga Kusten Airport, från det att tågtrafiken vid järnvägshållplatsen i närheten inleddes i augusti 2012.
I maj 2018 gick NextJet i konkurs, och då blev flygplatsen utan trafik i 2 månader till en ny operatör tog över. Under coronapandemin stängdes flygtrafiken på Kramfors under april och maj 2020.
| År                | 2000   | 2001   | 2002   | 2003   | 2004   | 2005   | 2006   | 2007   | 2008   | 2009   |
| ----------------- | ------ | ------ | ------ | ------ | ------ | ------ | ------ | ------ | ------ | ------ |
| Antal passagerare | 62 839 | 55 910 | 44 575 | 46 239 | 36 106 | 29 454 | 22 397 | 26 111 | 14 787 | 19 038 |
| År                | 2010   | 2011   | 2012   | 2013   | 2014   | 2015   | 2016   | 2017   | 2018   | 2019   |
| Antal passagerare | 21 634 | 21 714 | 18 455 | 16 890 | 17 870 | 13 619 | 8 735  | 11 396 | 7 431  | 8 489  |

## Destinationer och flygbolag
| Flygbolag    | Destinationer             |
| ------------ | ------------------------- |
| Amapola Flyg | Stockholm-Arlanda         |
| Amapola Flyg | Gällivare Lapland Airport |

## Transporter

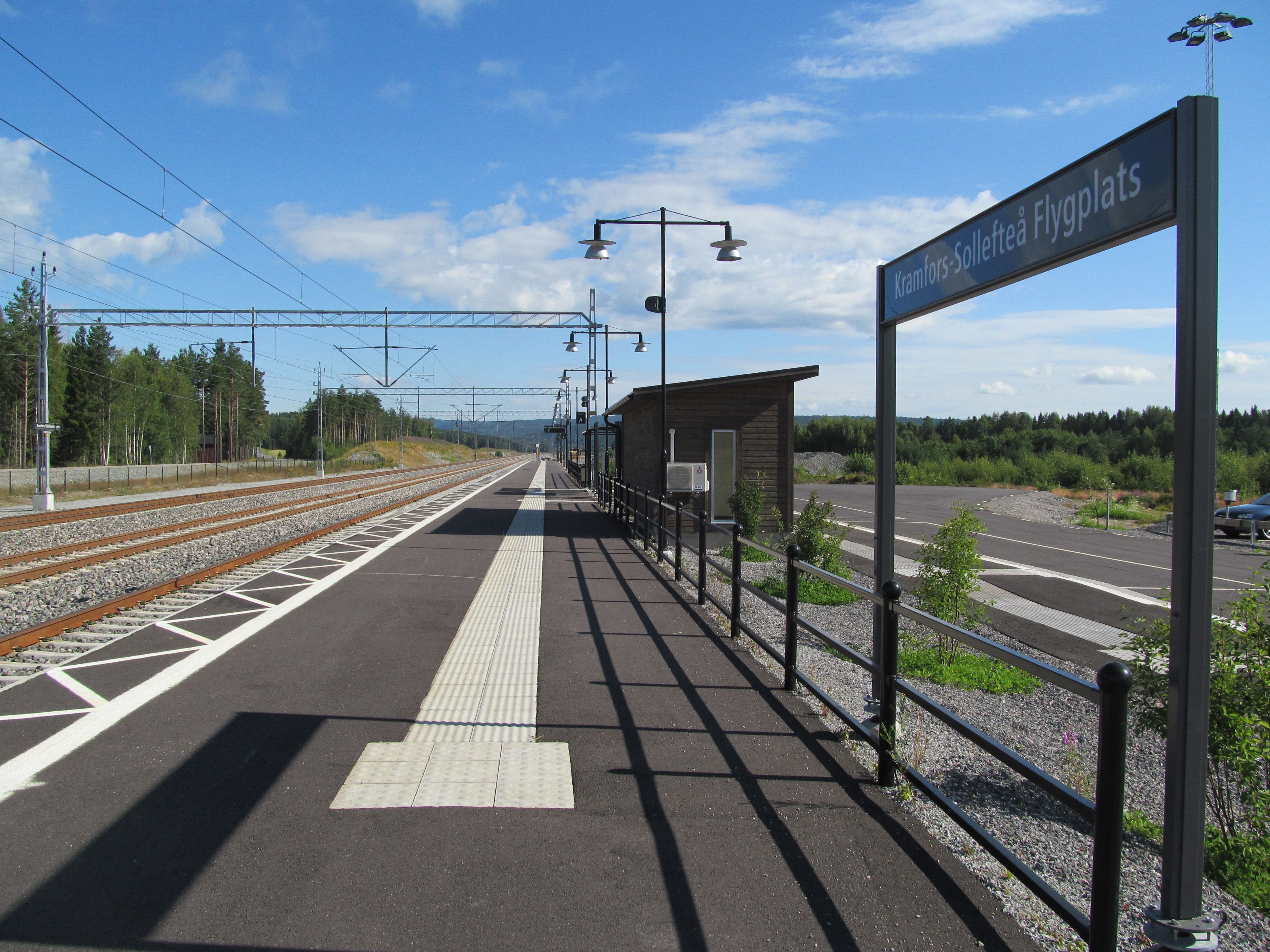
Järnvägsstationen i närheten av flygplatsen.

Taxi och Flygtaxi samt biluthyrning (Avis) och parkering för egen bil finns. Vägavståndet är 22 km till Kramfors och 34 km till Sollefteå.
En järnvägsstation öppnad 2005 finns vid Ådalsbanan, cirka 1,8 kilometer från flygplatsens terminalbyggnad, med transfermöjlighet däremellan. Det är Norrtågs tåg mellan Sundsvall och Umeå via bland annat Kramfors och Örnsköldsvik som stannar vid stationen. Stationen heter Västeraspby men är även skyltad som Kramfors-Sollefteå Flygplats.